# The Legend of Mother Sarah
The Legend of Mother Sarah (沙流羅, Sarura) és una sèrie manga escrita per Katsuhiro Otomo i il·lustrada per Takumi Nagayasu. Va ser publicada per la revista Young Magazine de Kōdansha. Ha estat llicenciada en anglès per Dark Horse Comics a l'Amèrica del Nord, en francès per Delcourt a França, en castellà per Norma Editorial a Espanya, en italià primer per Play Press Publishing i després per Panini a Itàlia, en portuguès per Meribérica a Portugal, i en alemany per Carlsen Comics a Alemanya. La conformen 7 volums publicats entre el 1990 i el 2004.

## Personatges principals
- Sarah: Protagonista de l'obra, és una mare combativa a la recerca dels seus infants.
- Tse Tse: Mercader ambulant que acompanya la Sarah.